# Ізерабль
Ізерабль (фр. Isérables) — громада  в Швейцарії в кантоні Вале, округ Мартіньї.

## Географія
Громада розташована на відстані близько 90 км на південь від Берна, 13 км на південний захід від Сьйона.
Ізерабль має площу 15,3 км², з яких на 3,5% дозволяється будівництво (житлове та будівництво доріг), 20% використовуються в сільськогосподарських цілях, 52,4% зайнято лісами, 24,1% не є продуктивними (річки, льодовики або гори).

## Демографія
2019 року в громаді мешкало 832 особи (-5,6% порівняно з 2010 роком), іноземців було 4,4%. Густота населення становила 55 осіб/км².
За віковим діапазоном населення розподілялося таким чином: 18% — особи молодші 20 років, 55,4% — особи у віці 20—64 років, 26,6% — особи у віці 65 років та старші. Було 386 помешкань (у середньому 2,1 особи в помешканні).
Із загальної кількості 250 працюючих 68 було зайнятих в первинному секторі, 82 — в обробній промисловості, 100 — в галузі послуг.